# Tutti gli uomini sono mortali
Tutti gli uomini sono mortali è un romanzo filosofico della scrittrice francese Simone de Beauvoir pubblicato nel 1946.
Segue attraverso i secoli le vicende di Raimondo Fosca, principe italiano che perde progressivamente la sua umanità poiché condannato a vivere per sempre.

## Storia editoriale
Il libro venne pubblicato il 17 dicembre 1946 dalla casa editrice Gallimard.
Uscì per la prima volta in Italia nell'ottobre del 1949, nella collana I grandi narratori d'ogni paese della Mondadori su traduzione di Giancarlo Vigorelli. Nel 1981 Margherita II di Danimarca tradusse il libro in danese, collaborando con il marito Henri de Laborde de Monpezat sotto lo pseudonimo H.M. Vejerbjerg.
È stato tradotto anche in cinese, olandese, spagnolo, tedesco, svedese, turco, greco moderno, romeno, inglese, persiano, bulgaro, ungherese, russo, portoghese e lituano.

## Trama
Nel 1311 Raimondo Fosca diventa principe di Carmona. Volenteroso di assicurarsi la felicità e la gloria per il suo regno, decide di voler allargare i suoi domini a tutta l'Italia e per fare ciò accetta di bere un elisir dell'immortalità, essendo un'ambizione troppo grande per un uomo mortale. Il sovrano si dedica alle sue avventure amorose e politiche, ma riesce soltanto a favorire gli interessi della monarchia di Francia e, una volta che l'Italia viene invasa, diventa l'eminenza grigia alla corte di Carlo V.
Non trovando più alcuna soddisfazione nell'Europa, decide di partire per l'Oceano e a fine Cinquecento scopre nuovi territori in America con Pierre Carlier. Nel Settecento torna in Francia, dove ha modo di frequentare l'ambiente degli enciclopedisti, per poi partecipare alle rivoluzioni parigine nel 1830 e nel 1848. Tuttavia, con lo scorrere del tempo, la sua esistenza perde sempre di più significato.
Assiste alla scomparsa delle persone che ama e l'assenza di limiti temporali lo porta ad estraniarsi dal mondo umano e a vivere in una vera maledizione. Nel Novecento incontra Regina, un'attrice ambiziosa e indipendente che torna a fargli credere nella vita ancora per un po' di tempo. Emerge il contrasto tra i due personaggi: se Regina vuole dare un senso alla sua vita perché sa che prima o poi morirà, Fosca si lascia coinvolgere in modo meno attivo, consapevole di avere davanti a sé tutto il tempo del mondo in un'esistenza senza fine.

## Personaggi
- Raimondo Fosca, nasce e regna su Carmona, raggiungendo l'immortalità nel 1311 e dedicando alcuni secoli della sua vita al raggiungimento della felicità per gli uomini. Nel XVI secolo avvertì il bisogno della libertà di agire secondo coscienza, ma la sua vita diventa un susseguirsi di periodi attivi e fermi, finché non viene ravvivato dall'incontro con Regina;[2]
- Bartolomeo, mendicante di Carmona, viene condannato a morte dopo che si rifiuta di lasciare la città. Conosce il segreto dell'immortalità e chiede di incontrare il principe Fosca;[2]
- Carlo V, viene allevato in Francia e posto sul trono da Raimondo e considera la sua immortalità un segno divino. Anche lui vuole raggiungere la felicità umana, condividendo la stessa disillusione del protagonista;[2]
- Bompard, vive nel Settecento ed è vittima del cinismo di Fosca in quanto suo servo e capro espiatorio. Lascia il padrone dopo che questi trova l'amore e, percependo la sua debolezza, intravede la possibilità di vendicarsi;[2]
- Regina, attrice del XX secolo, rappresenta una donna moderna che vuole essere riconosciuta per le proprie capacità. Un giorno incontra Raimondo e inizia ad essere amata da lui. Essendo il principe immortale, il suo sogno è quello di poter essere ricordata da lui in eterno, ma purtroppo Raimondo è anche capace di dimenticare;[2]
- Ruggiero, è l'amante di Regina e assiste alla sua storia d'amore con Raimondo, intuendo il pericolo che può rappresentare per lei.[2]

## Critica
In questo romanzo Simone de Beauvoir prova a sgretolare il mito per cui la felicità dell'uomo risiede nell'assenza della morte. Secondo una citazione tratta dall'opera, "Se vivi abbastanza a lungo, vedi che ogni vittoria si trasforma in una sconfitta", l'autrice intende che se la vita eterna può inizialmente sembrare una conquista formidabile, man mano diventa un peso difficile da gestire e, quindi, una sconfitta.
Il protagonista perde progressivamente il gusto per la vita, non ha più obiettivi da raggiungere per realizzarsi in quanto tutto è proiettato nell'eternità, senza che le cose possano avere senso in un preciso spazio. Da qui il messaggio che le cose sono preziose nella misura in cui non sono eterne: contribuiscono perciò al godimento della vita secondo la formula latina carpe diem.

## Opere derivate
- Nel 1995 ne è stato tratto il film All Men Are Mortal per la regia di Ate de Jong;[9]
- Dal 6 gennaio al 14 febbraio 2004 andò in scena una versione teatrale al teatro Les Déchargeurs di Parigi, con la regia di Alexandra Dadier.[10]